# دامکیتا
دامکیتا شهری در شهرستان ساپونه در استان بازگا در بورکینافاسوی مرکزی است و جمعیت آن ۸۷۱ نفر است.